# Synidotea francesae
Synidotea francesae là một loài chân đều trong họ Idoteidae. Loài này được Brusca miêu tả khoa học năm 1983.